# Colher de pedreiro

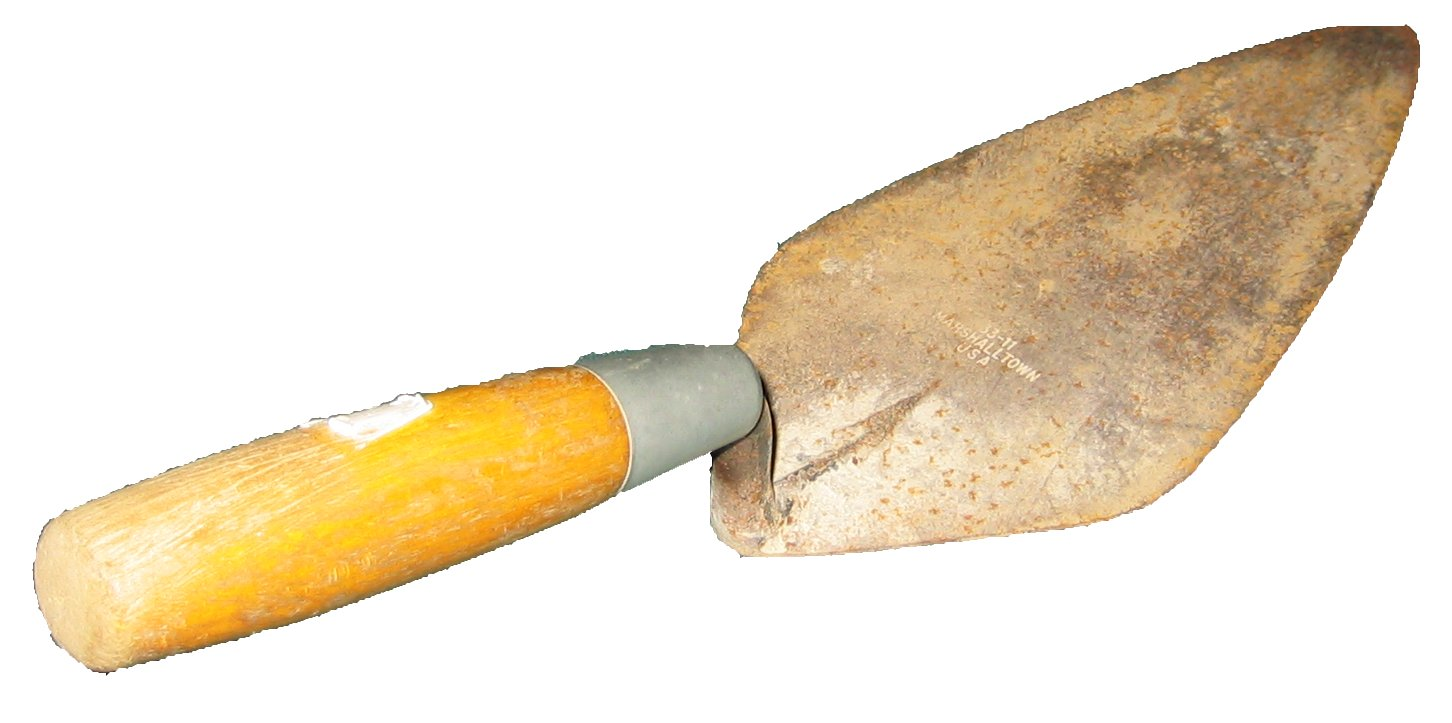
Modelo tradicional.

A colher de pedreiro, também chamada colherim, colheril, ou ainda trolha, é uma colher ou espátula de aço em formato triangular, com um cabo de madeira que acopla numa peça de metal em "L", que tanto pode ser utilizada na aplicação e arremate de cimento, concreto, estuque, gesso ou outra substâncias de massa, tanto no âmbito da construção civil como da pintura, como ainda pode ser utilizada no âmbito da arqueologia, para fazer escavações de precisão, em contingências mais delicadas.  

Difere da desempenadeira, que é um instrumento de construção formado por uma prancheta rectangular de madeira, metal ou plástico, com uma empunhadura ao centro, que serve para espalhar ou alisar substâncias de massa como argamassa, estuque, reboco ou gesso numa superfície. Geralmente, o pedreiro pega na desempenadeira carregada de cimento, ou qualquer que seja a substância de massa, numa mão, tal como se fosse uma paleta, enquanto aplica porções dessa massa com a colher na outra mão.

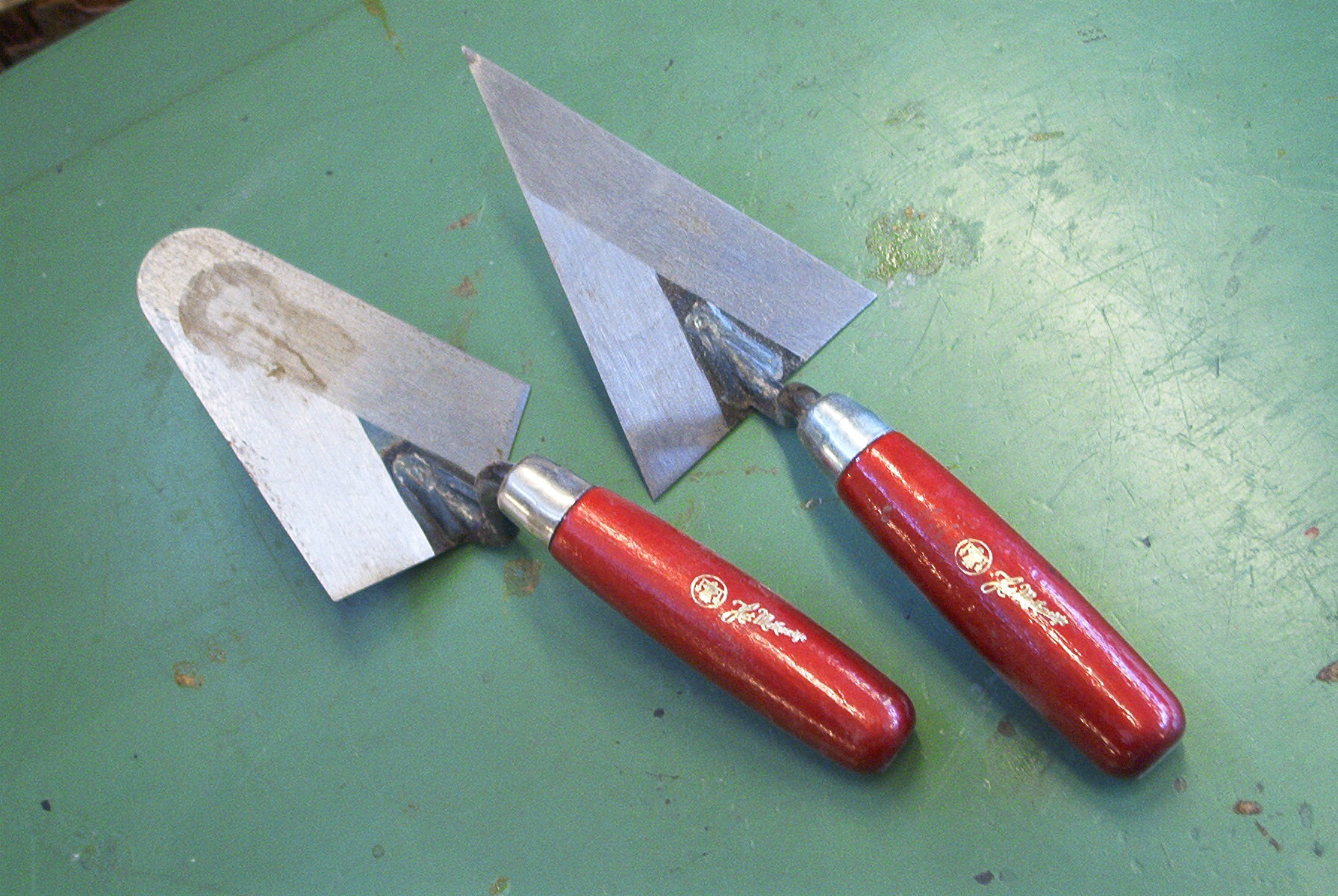
Existem diversos modelos e tamanhos.